# Klein behaard gordeldier
Het klein behaard gordeldier (Chaetophractus vellerosus)  is een zoogdier uit de familie Chlamyphoridae. De wetenschappelijke naam van de soort werd voor het eerst geldig gepubliceerd door John Edward Gray in 1865.

## Voorkomen
De soort komt voor in Argentinië, Bolivia, Paraguay en Peru.